# Pi Scorpii
Pi Scorpii ( π Sco / π Scorpii) è un sistema stellare, composto da tre componenti, della costellazione dello Scorpione. Nonostante appaia abbastanza luminosa, è solo la decima stella in ordine di luminosità all'interno della costellazione. Ciò è dovuto alla ricchezza di stelle con magnitudine apparente inferiore a 3 che lo Scorpione può vantare. Pi Scorpii ha anche un nome proprio (Vrischika), che tuttavia viene raramente usato.

## Osservazione
Pi Scorpii è una delle tre stelle luminose, comprese fra la magnitudine 2 e quella 3, che formano un arco che si stende da nord a sud nella parte nord ovest della costellazione dello Scorpione. Partendo da nord si possono osservare Graffias, Dschubba e infine Pi Scorpii, essendo quest'ultima la più debole delle tre. Pur brillando alla magnitudine di 2,89 è superata nella costellazione, che vanta il maggior numero di stelle sotto magnitudine 3, oltre che da Graffias e Dschubba, da altre sei stelle, fra cui Antares (α Scorpii), Shaula (λ Scorpii) e Sargas (θ Scorpii).
Essendo posta 26° sotto l'equatore celeste, Pi Scorpii è una stella dell'emisfero australe. Le sue possibilità di osservazione nell'emisfero boreale sono tuttavia abbastanza ampie. Essa è infatti osservabile fino al 64º parallelo N, cioè fino a quasi al circolo polare artico. Restano escluse solo buona parte della Groenlandia, le regioni più settentrionali del Canada e della Russia, oltre che l'Islanda e parte della Svezia e della Norvegia. D'altra parte questa stessa declinazione comporta che essa sia circumpolare solo più a sud del 64º parallelo S, cioè solo nelle regioni del continente antartico.
I mesi migliori per la sua osservazione sono quelli che corrispondono all'estate boreale, da maggio ad agosto.

## Ambiente galattico

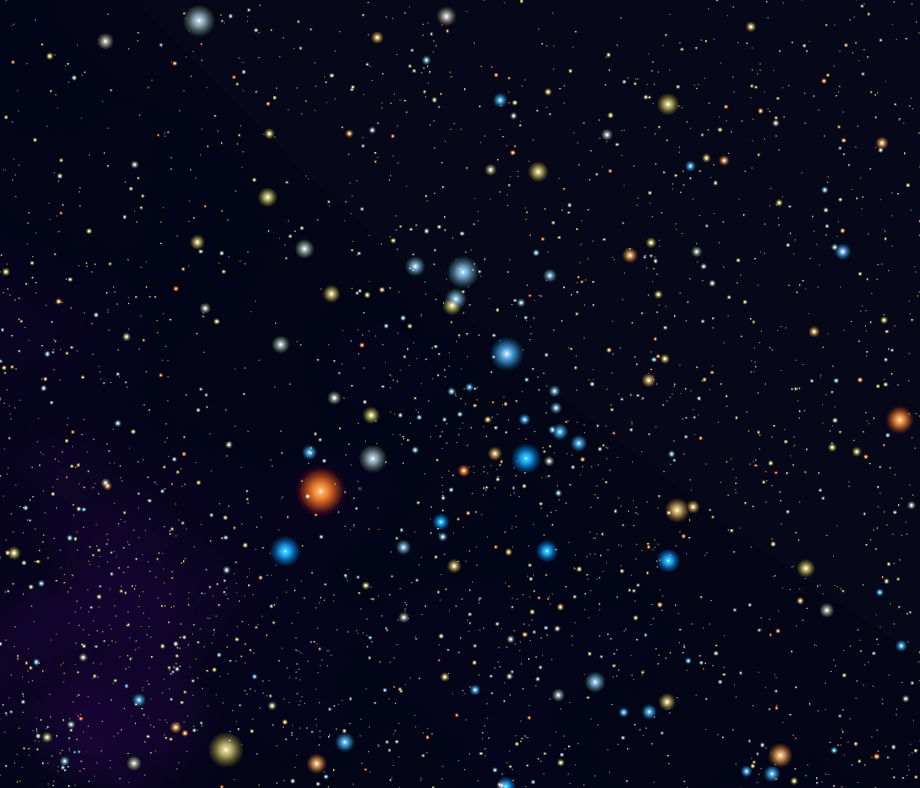
Il gruppo Scorpione superiore

Pi Scorpii fa parte, come molte stelle brillanti della costellazione dello Scorpione, dell'associazione stellare Scorpius-Centaurus, l'associazione OB più vicina alla Terra. Questa associazione è molto estesa, essendo formata da forse 1.200 stelle con masse pari o superiori alle 15 M☉. Esse si sono formate in un tempo compreso fra i 5 e i 17-22 milioni di anni. Le stelle più massicce dell'associazione sono probabilmente già esplose in supernovae, che hanno dato origine ad ulteriori fenomeni di formazione stellare.
L'associazione Scorpius-Centaurus è divisa in tre sottogruppi di stelle, chiamati Scorpione superiore, Centauro superiore-Lupo e Centauro inferiore-Croce. Pi Scorpii fa parte del primo di questi sottogruppi, noto anche come Associazione di Antares, sebbene non sia chiaro se Antares faccia parte del sottogruppo o meno. L'associazione Scorpione superiore, che comprende le stelle poste in corrispondenza della testa dello Scorpione, è il sottogruppo più giovane dei tre, avente una età di circa 5 milioni di anni. La distanza media del sottogruppo dalla Terra è circa 400-500 anni luce. Pi Scorpii, in particolare, dista da noi circa 459 ± 54 anni luce.

## Caratteristiche

### Sistema
Un telescopio di medie dimensioni è in grado di separare due delle tre componenti di Pi Scorpii. Esse hanno una luminosità molto diversa fra loro: la principale appare come una brillante stella azzurra di magnitudine 2,89, mentre la secondaria è una debole stella arancione di magnitudine apparente 12,2. Le due componenti distano fra loro 50 secondi d'arco. La principale è stata chiamata Pi Scorpii A, la secondaria Pi Scorpii B.

### Pi Scorpii A
Pi Scorpii A è a sua volta una binaria spettroscopica formata da una componente più massiccia di classe spettrale B1V e un'altra componente meno massiccia di classe spettrale B2V. Benché la duplicità di Pi Scorpii A sia conosciuta fin dal 1899, lo studio di questo sistema si è rivelato particolarmente difficile a causa dell'estrema vicinanza delle due componenti e della somiglianza del loro spettro.
In effetti, fin dal 1902 è stato stabilito che il periodo dell'orbita delle due componenti l'una intorno all'altra è di appena 1,57 giorni, segno che le componenti sono rimarcabilmente poco distanziate. Si calcola che esse siano distanziate di appena 15 R⊙. Poiché i raggi delle due stelle sono stimati essere rispettivamente 4 e 5 R⊙, la distanza fra le due superfici stellari è di soli 6 R⊙, cioè circa 4,2 milioni di km. Le due componenti, orbitando le une intorno alle altre, si eclissano a vicenda, sicché Pi Scorpii varia la propria luminosità dalla magnitudine +2.87 alla +2.92. Per questa ragione Pi Scorpii A viene definita come una variabile di tipo Beta Lyrae. Queste variabili sono stelle doppie di grande massa, molto vicine fra di loro. Solitamente la loro vicinanza è tale che la forma delle due stelle è drasticamente distorta dalla reciproca forza di gravità: hanno una forma ellittica e c'è una grande quantità di materia che fluisce da una componente all'altra.
Non esiste alcuna stima delle temperature superficiali delle due stelle, ma dalla loro classe spettrale e dalla loro luminosità apparente si può presumere che la superficie della primaria abbia una temperatura di 25.000 K e quella della secondaria 21.000 K, il che conferisce ad entrambe un colore azzurro-blu. Se questi valori sono corretti, da essi e dai raggi presunti si può inferire che la primaria abbia una luminosità 10.000 volte maggiore di quella del Sole, mentre la secondaria sia 3.000 volte più luminosa della nostra stella. Le masse delle due componenti di Pi Scorpii A sono stimate essere rispettivamente 11 e 9 M⊙ .
Come spesso accade in caso di astri così vicini, la rotazione delle due componenti è sincronica in modo che esse si diano sempre la stessa faccia: in particolare la principale ruoterebbe all'equatore alla velocità di 161 km/s, mentre la componente meno massiccia ruoterebbe a 129 km/s. Se così fosse, le due stelle completerebbero una rotazione in 1,8 giorni. Questo valore è in discreto accordo con il periodo orbitale calcolato di 1,57 giorni.
L'orbita, inclinata di 42° rispetto alla nostra visuale, è probabilmente circolare, cioè priva di eccentricità.
Poiché la massa limite oltre la quale le stelle, al termine della loro esistenza, esplodono in supernovae è 8-10 M⊙, la componente più massiccia di Pi Scorpii A, superando tale limite, dovrebbe avere questo destino, mentre quella meno massiccia ha un destino incerto, potendo esplodere anch'essa in una supernova oppure diventare una nana bianca O-Ne-Mg. Tuttavia le fasi finali dell'esistenza delle due componenti di Pi Scorpii A saranno con tutta probabilità pesantemente influenzate dalla loro notevole vicinanza. Poiché più una stella è massiccia, meno è il tempo che essa trascorrerà all'interno della sequenza principale, la principale di Pi Scorpii A ne uscirà per prima e si avvierà a diventare una supergigante. Tuttavia in questo processo di evoluzione, essa aumenterà il proprio raggio, superando il lobo di Roche, cioè il limite oltre il quale i suoi strati esterni finiscono per cadere sull'altra stella. Ciò produrrà un trasferimento considerevole di materia da una stella all'altra, al punto che in tempi, su scala astronomica, abbastanza brevi (mezzo milione di anni), quella che è attualmente la secondaria potrebbe diventare la stella più massiccia della coppia. A questo punto, quella che è attualmente la principale potrebbe non avere più la massa sufficiente per esplodere in una supernova e potrebbe, invece, diventare una massiccia nana bianca. La quale, tuttavia, quando quella che è attualmente la secondaria uscirà dalla sequenza principale, potrebbe ricevere materia da essa per lo stesso processo per il quale ne ha ceduto a sua volta. Essa quindi potrebbe esplodere in una potente supernova di tipo Ia, tanto potente da distruggere la sua vicina compagna.

### Pi Scorpii B

Pi Scorpi (la stella più luminosa al centro della fotografia) illumina la nebulosa Sh2-1

Pi Scorpii B è una stella di sequenza principale di classe spettrale K, con una massa inferiore a quella del Sole. Si trova a 8.000 UA da Pi Scorpii A (cioè circa 1.200 miliardi di km) e compie intorno ad essa un'orbita ogni 160.000 anni.

### Nebulosa
A Pi Scorpii è associata un'estesa nebulosa a emissione e a riflessione, visibile sul suo lato meridionale e nota come Sh2-1. Riflettendo la luce proveniente da Pi Scorpii, essa assume un colore azzurro, come quello della stella eccitatrice. Osservazioni condotte sulla frequenza dell'ultravioletto, hanno permesso di individuare due regioni H I e due regioni H II. Le prime due consistono di due nubi di gas freddo (circa 80 K) e poco ionizzato. Le regioni H II invece sono quelle più vicine a Pi Scorpii A. Una di queste regioni è identificata con la sfera di Strömgren, che circonda la stella e che ha un raggio calcolato in 1,8 pc. Si tratta di gas molto ionizzato e molto caldo (sebbene il valore calcolato di 19.000 K sembri troppo alto in quanto tali regioni presentano di solito temperature intorno ai 10.000 K). Questa regione sembra inoltre avere una densità molto disomogenea. L'altra regione H II appare invece maggiormente diffusa.